# 高智周
高智周（602年—683年），常州晋陵人，唐朝官员，唐高宗年间为宰相。

## 生平
父親是高子长，曾是隋朝的秘书学士。高智周生于隋文帝仁寿二年（602年）。高智周年轻时好学，中进士。
高智周年轻时曾和郝处俊、来济、孙处约一同投靠江都人石仲览。石仲览倾家荡产结交四人，要四个人谈谈自己所期望的事。高智周等三人都说大丈夫除非不做官，否则就要做宰相，只有孙处约说恐怕做不了宰相，只求做舍人。石仲览让相工看相，相工对他说：“高智周的显贵，君是看不到了。来济会早显达但最终受挫，高智周晚显达但长寿。我听闻很快上升的人容易跌倒，慢慢上进的少祸患，这是天道。”石仲览死后，四人愈发显贵，最终都做了宰相。
高智周得补越王府参军，又累补费县令，俸禄比县丞、县尉高，他把自己的俸禄平均分给他们。治下政策和教化推行得很好，百姓和官吏刻石赞颂他。唐高宗年间，作为当时的豪俊之士，为黄门侍郎兼检校太子左庶子薛元超表荐，以才闻名当时；与刘祎之、孟利贞、郭正一都以文才知名，时人号为刘、孟、高、郭，后来都在昭文馆当值。后高智周得授秘书郎、弘文馆直学士，参与编撰皇太子李弘主编的《瑶山玉彩》、《文馆辞林》等。曾复盘棋谱、背诵碑文，都没有错误。三迁至兰台大夫。与司文郎中贺凯、司经大夫王真儒等因擅长儒学，得诏授为太子侍读。总章元年（668年），请假回乡葬父母，对亲近的人说：“知进而不知退，是取患之道。”于是称病辞官。
高智周后被起复，授寿州刺史，为政宽容有恩惠，百姓为其所安。他每次拜访乡间，都先召见学官，见学生就考试他们的讲诵，问以经典大义及时政得失，然后才问耕田、诉讼之事。咸亨二年（671年），召拜正谏大夫，兼检校礼部侍郎。
上元三年（676年）六月，迁黄门侍郎，授同中书门下三品为实质宰相，兼修国史。仪凤年间，高智周与左仆射刘仁轨、右仆射戴至德、侍中张文瓘、中书令李敬玄、右庶子郝处俊、黄门侍郎来恒、太子右庶子李义琰、吏部侍郎裴行俭、马载、兵部侍郎萧德昭、裴炎、工部侍郎李义琛、刑部侍郎张楚金、金部郎中卢律师等奉命删缉格式，于仪凤二年（677年）撰定奏上，即《永徽留本司格后》十一卷。先前李弘于上元二年（675年）去世后，其弟李贤被立为皇太子。仪凤二年三月，高智周被任为太子左庶子。当时崔知温、刘景先修国史，高智周与郝处俊也一同监修。调露元年（679年）十一月，转御史大夫，罢相。早在唐太宗貞觀年间，太子洗马兼崇贤馆学士兼侍读许叔牙曾撰《毛诗纂义》十卷进于当时的皇太子即唐高宗，高智周曾对人说：“凡是想谈论《诗经》的，必须先读此书。”
永隆元年（680年）八月，时已失宠于高宗有权势的妻子武皇后（后世称武则天）的李贤被控谋反，高智周奉命与宰相中书侍郎薛元超、黄门侍郎裴炎及法官等审理此案，于东宫马坊搜得甲胄数百，李贤被判有罪，遭废黜流放。高智周累次上表坚请辞职，高宗赞赏他，拜右散骑常侍。又请致仕，获准。
永淳二年（683年）十月，卒于家，年八十二，赠越州都督，谥定。

## 性格
高智周和同乡人义兴蒋子慎为友，有客人曾看两人面相，说：“高公位极人臣，但子嗣薄弱；蒋侯仕途不达，但后人将要兴盛。”蒋子慎最终只做到建安尉。其子蒋绘去见高智周，高智周正显贵，对他说：“我与你父亲有旧，你又有才。”把女儿嫁给他为妻，所生子蒋挺历任湖、延二州刺史，蒋挺的儿子蒋洌、蒋涣都中进士，蒋洌官至尚书左丞，蒋涣官终礼部尚书，封汝南公，蒋洌子蒋錬、蒋涣子蒋铢又都有清白之名。而高智周的后人则早已不为人知。

## 作品
- 《高智周集》五卷。[19]